# Riza Cerova
Riza Cerova (ur. 1896 we wsi Cerovë k. Skraparu, zm. 24 sierpnia 1935 w Mokërze) – albański komunista.

## Życiorys
Był synem Musy Cerovy. Uczył się w szkole w Salonikach, a następnie w Stambule. W 1911 powrócił do Albanii. W latach 1913–1914 walczył przeciwko Grekom w południowej Albanii, we wrześniu 1914 został poważnie ranny. W styczniu 1920 służył w jednostce, która ochraniała obrady kongresu działaczy narodowych w Lushnji. W tym samym roku walczył o wyzwolenie Wlory i Tepeleny spod okupacji włoskiej. W czerwcu 1924 poparł zamach stanu zorganizowany przez zwolenników Fana Noliego, był także jednym z autorów dokumentów programowych nowego rządu. W grudniu 1924 walczył w okolicach Tirany z oddziałami złożonymi z Serbów i Rosjan, wspierających Ahmeda Zogu, a następnie po upadku rządu Noliego wyemigrował do Wiednia. Należał do grona twórców emigracyjnej organizacji KONARE (Komitet Narodowo-Rewolucyjny), skupiającej radykalnych przeciwników Ahmeda Zogu, działających na emigracji. Pisał w tym czasie do czasopisma Liria Kombetare (Wolność narodowa), wydawanego w Genewie przez albańską diasporę.
W 1930 wstąpił do Komunistycznej Partii Niemiec, a wkrótce potem wyjechał do Moskwy. W marcu 1935 zdecydował się powrócić do Albanii. W tym samym roku doszło do wybuchu rebelii antyrządowej w Fierze, której Cerova był jednym z przywódców. Rebelia zakończyła się niepowodzeniem i Cerova wraz z sześcioma ludźmi zdecydował się przedostać do Grecji. 24 sierpnia 1935 w lesie k. wsi Mokër został otoczony przez siły rządowe i zginął w walce.

## Pamięć

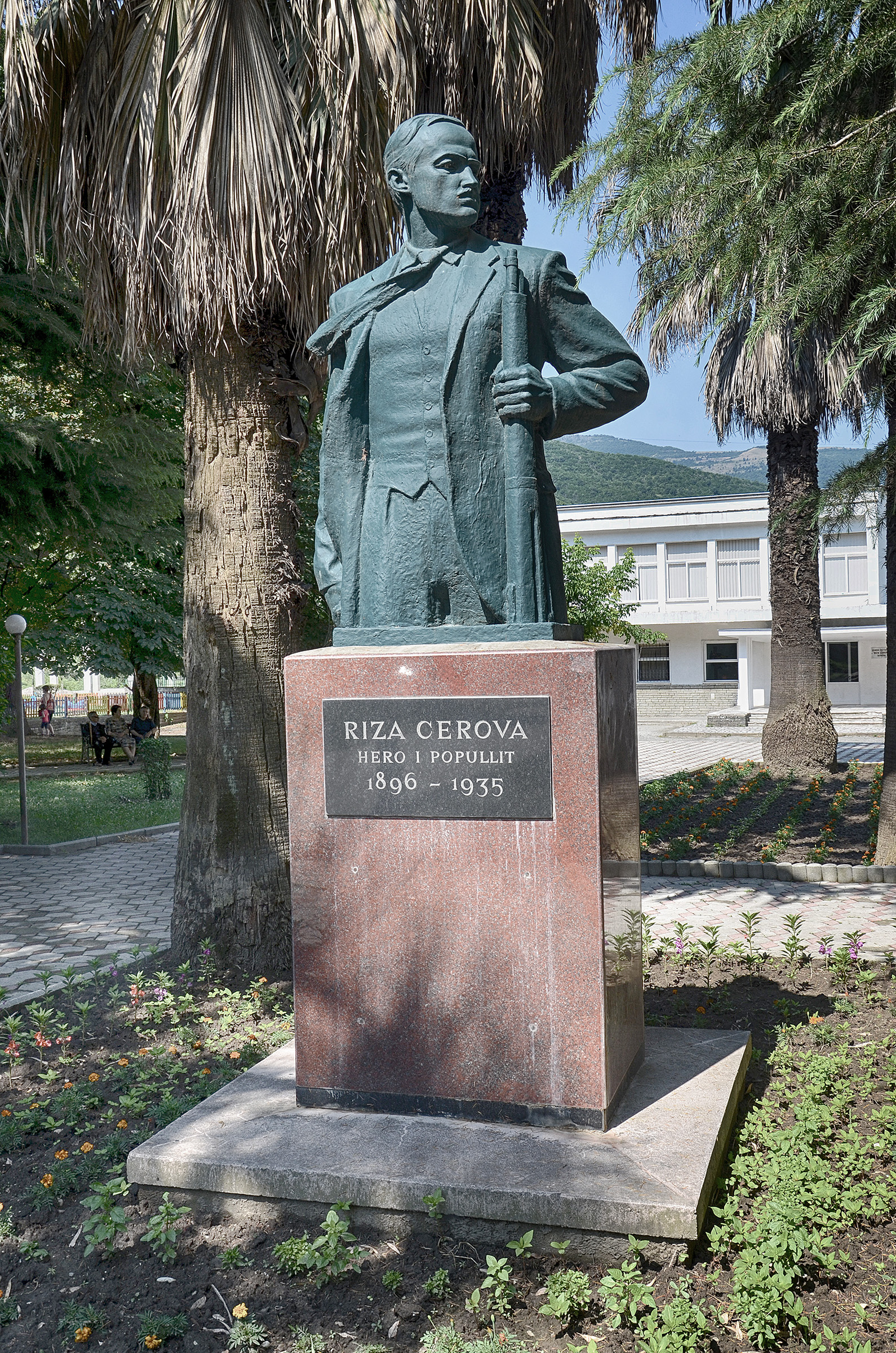
Pomnik Rizy Cerovy w Çorovodë

W okresie komunistycznym został wyróżniony tytułem Bohatera Ludu (Hero i Popullit). Imię Cerovy noszą ulice w Tiranie (dzielnica Xhamlliku), w Korczy, Kuçovë i w Fierze. W 1978 powstał film dokumentalny Riza Cerova, w reż. Marianthi Qemo.